# Remember Me
Remember Me je akční adventura z pohledu třetí osoby vytvořená francouzským studiem Dontnod Entertainment a publikována firmou Capcom. Vydána byla v červnu roku 2013.

## Děj
Hra je situována do roku 2084 a hráč se ocitá v Neo-Paříži v kůži lovkyně vzpomínek Nilin, která je vězněna v nápravném zařízení Bastilla patřící společnosti Memorize a mají jí být vymazány poslední vzpomínky. Těsně před tím, než se tak stane, je Nilin kontaktována záhadným Edgem, který jí pomůže uprchnout. Edge je vůdcem tzv. Erroristů, partyzánské skupiny, která bojuje proti Memorize i celému dystopickému zřízení Neo-Paříže. Nilin se po útěku z Bastilly ocitá ve slumech Neo-Paříže, jež jsou plné Leaperů, lidí znetvořených účinky Sensenu, speciálního zařízení, které přijímá a uchovává vzpomínky. Nilin, instruována Edgem, se vydává za Tommym, vlastníkem hospody ve Slumu 404, který má uschováno její vybavení, je však napadena Olgou Sedovou, nájemnou lovkyní, která má Nilin přivést zpět do Bastilly. Nilin poprvé využije svých schopností remixu vzpomínek a změní vzpomínku Olgy, která se rázem přidává k Erroristickému hnutí.
Prvním úkolem Nilin je získat plány pařížské přehrady od architekty Kaori Sheridanové, s čímž jí má pomoct Errorista říkající si Bad Request. Poté, co Nilin plány získá, Edge je použije k otevření přehrady a zaplavení části města sousedící se Slumem 404. Vypuštěním vody ze slumů se otevře kanalizační cesta, kterou se může Nilin dostat zpět do Bastilly, aby porazila tamní sadistickou správcovou Madame a mohla tak osvobodit vězněné Erroristy a získat nazpět některé svoje ztracené vzpomínky.
Nilin se následně vydává za výkonnou ředitelkou Memorize, Scyllou Cartier-Wells, aby zremixovala její vzpomínky a umožnila tak Scylle vidět, jaké škody technologie Sensenu způsobuje. Nilin zjišťuje, že je ve skutečnosti Scyllinou dcerou, která jako malá způsobila dopravní nehodu, při které přišla její matka o nohu. Nilin zremixuje matce vzpomínku tak, aby neměla výčitky svědomí, ta jí poté pomůže ze sídla Memorize uniknout, aby mohla Nilin zamířit do výzkumných laboratoří Memorize. V nich je držen doktorem Quaidem Bad Request. Nilin zjišťuje, že Quaid záměrně vytvářel Leapery, aby mohl sestavit personální armádu pro Memorize. Nilin zachrání Bad Requesta a pronásleduje Quaida, toho však zabije Johnny Greenteeth, bývalý Quaidův spolupracovník, který se skrze experimenty sám změnil v Leapera. Nilin Johnnyho, který nastaví sebedestrukci Bastilly, poráží a z rozpadající se Bastilly uniká.
Když jsou všechny tajné operace Memorize zničeny, nařídí Edge Nilin, aby zamířila k centrálnímu serveru Memorize, kterým je Conception Cube, a postavila se svému otci Charlesovi. Nilin se do Conception Cube dostává a zjišťuje, že její otec vytvořil technologii Sensen pouze kvůli Nilinině autonehodě, aby jí mohl na toto trauma vymazat vzpomínky. Nilin dvojnásobně zremixuje otcovy vzpomínky - když jí jako malé otec poprvé v historii remixoval její vzpomínku na autonehodu, Nilin si v té chvíli způsobí smrt tím, že se záměrně při autonehodě nechá zabít. Když se Cartier-Wells vzpamatuje a uvidí dospělou Nilin, rozhodne se zničit centrální počítač H30. K němu se může Nilin dostat pouze za pomoci svého otce a matky, kteří jsou po remixování svých vzpomínek ochotni přístup otevřít.
Nilin se dostává k centrálnímu serveru H30 a zjišťuje, že je Edge ve skutečnosti uměle vytvořenou entitou, která se zformovala ze všech vymazaných špatných vzpomínek, které kdy byly do serveru uloženy, a započala hnutí vedoucí ke zničení celé technologie. Edge prosí Nilin, aby ho zničila a s ním i poslední zbytky Memorize a Leaperů. Nilin se to podaří, zničí H30 a všechny vzpomínky vypustí zpět do společnosti.